# Solanales
Gorkosladolike (Solanales), red dikotiledonskih biljaka. Sastoji se od 7 porodica sa preko 2.000 vrsta među kojima su najmanje 23 ugožene, a 13 su invazivne. Najznačajnija među njima je porodica Solanaceae i rodom solanum koja obuhvaća neke otrovne (solanin) ali jestive vrste biljaka.

## Porodice
- Convolvulaceae ili slakovke
- Cuscutaceae ili vilinovke
- Fouquieriaceae
- Hydrophyllaceae ili struškovke
- Menyanthaceae ili stremenovke, trolističevke
- Polemoniaceae ili jurničevke
- Solanaceae ili krumpirovke, pomoćnice

Po jednoj drugoj klasifikaciji red obuhvaća porodice Convolvulaceae Juss.; Hydroleaceae Berchtold & J. Presl; Montiniaceae (Engl.) Nak.; Solanaceae Juss.; i Sphenocleaceae (Lindl.) Mart. ex DC.

## Spoljašnje veze
- „Solanales”. Integrisani taksonomski informacioni sistem.
- Systema Naturae 2000 Архивирано на веб-сајту  (19. април 2004)